# Intimidad de los parques
Intimidad de los parques es una película en blanco y negro coproducción de Argentina y Perú dirigida por Manuel Antin sobre su propio guion escrito en colaboración con Héctor Grossi y Raimundo Calcagno sobre los cuentos Continuidad de los parques y El ídolo de las cícladas, de Julio Cortázar que se estrenó el 27 de julio de 1965 y que tuvo como protagonistas a Francisco Rabal, Dora Baret y Ricardo Blume. Colaboró con esculturas René Pereira.Fue filmada parcialmente en Lima y Cuzco en el Perú.

## Sinopsis
Teresa está casada con Héctor, y fue anteriormente amante de Mario. Los tres viajan a las ruinas de Machu Pichu en un viaje de estudios. El hallazgo de un antiguo ídolo de piedra va a cambiar sus vidas y la relación entre ellos. Mario centrará toda su pasión e interés en la estatuilla que ha descubierto y surge en él un impulso ancestral que requiere la ejecución de un sacrificio.

## Reparto
- Francisco Rabal
- Dora Baret
- Ricardo Blume

## Comentarios
Antonio A. Salgado opinó en Tiempo de Cine:

”...el film...parece un retorcido esquema donde se adivina la intención pero no se percibe el efecto. Por ejemplo, las ruinas de Machu-Pichu fueron elegidas, seguramente, para enfatizar la propia dureza sentimental de los personajes, pero esa rotación la establece el espectador ya concluido el film: dentro de éste la alusión no se establece y las ruinas imponen por su belleza física y nada más. Entre ellas los intérpretes se deslizan como títeres recitadores de un texto extraño. Sólo los primeros planos del rostro de Dora Baret llegan a parecer humanos.
Antín intercala escenas del pasado, del presente y del futuro probable, repite tomas similares para simular el movimiento de un personaje o fragmenta el diálogo en escenas que transcurren en lugares distintos. En fin, repite los elementos de sus films anteriores, que conformarían un estilo personal si fuesen precisos y claros. Pero a fuerza de insistir en ellos sin un parejo impacto dramático, esos recursos, que desafían -encomiablemente- a los habituales cánones narrativos del cine, sólo parecen, a la altura de su cuarto film, un manierismo estéril.
A Antín no le interesa contar una anécdota en términos tradicionales; quiere expresar con un lenguaje original la vida íntima de sus seres, las corrientes de amor y frialdad, de ansiedad y odio, que unen sus almas y las separan. Pero, como realizador, Antín no está (todavía) a la altura de su ambición.”

César Magrini escribió en El Cronista Comercial:

”Una obra contradictoria, con altibajos, con grandes erroresy grandes defectos….calidad inédita en nuestro cine.”